# Vòng đấu loại trực tiếp AFC Champions League Elite 2024–25
Vòng loại trực tiếp AFC Champions League Elite 2024–25 diễn ra vào ngày 3 tháng 3 với vòng 16 đội và kết thúc vào ngày 3 tháng 5. Tổng cộng có 16 đội tham gia. Với trận chung kết AFC Champions League Elite 2024–25 đã tìm ra nhà vô địch là Al Ahli.
Nhà vô địch sẽ đủ điều kiện tham dự FIFA Club World Cup 2029  và FIFA Intercontinental Cup 2025. Ngoài ra, nhà vô địch tham dự AFC Champions League Elite 2025–26, bất chấp thành tích tại giải vô địch quốc nội 

## Các đội đủ điều kiện
8 đội phía Đông và 8 đội phía Tây sẽ tham gia vòng loại trực tiếp AFC Champions League Elite 2024–25 sau khi vượt qua vòng phân hạng của khu vực, đối đầu với nhau để xác định nhà vô địch.
| VT | Đội       |
| -- | --------- |
| 1  | Al-Hilal  |
| 2  | Al-Ahli   |
| 3  | Al-Nassr  |
| 4  | Al-Sadd   |
| 5  | Al-Wasl   |
| 6  | Esteghlal |
| 7  | Al-Rayyan |
| 8  | Pakhtakor |

| VT | Đội                 |
| -- | ------------------- |
| 1  | Yokohama F. Marinos |
| 2  | Kawasaki Frontale   |
| 3  | Johor Darul Ta'zim  |
| 4  | Gwangju             |
| 5  | Vissel Kobe         |
| 6  | Buriram United      |
| 7  | Thân Hoa Thượng Hải |
| 8  | Cảng Thượng Hải     |

## Định dạng
Ở vòng loại trực tiếp, 16 đội sẽ tham gia vào giai đoạn loại trực tiếp. Vòng 16 đội sẽ chứng kiến mỗi đội sẽ đấu với đội cùng khu vực trên cơ sở thể thức hai lượt lượt đi và về trên sân nhà và sân khách. Tất cả các các trận từ vòng tứ kết đến chung kết chỉ thi đấu một lượt trận, với cặp đấu mà không bị phân chia theo khu vực. Các đội có thể không cùng khu vực đều sẽ gặp nhau từ vòng tứ kết trở đi. Hiệp phụ và loạt sút luân lưu đuoc sử dụng để quyết định người chiến thắng nếu cần thiết (Điều lệ 10). Các trận đấu cho tứ kết, bán kết và chung kết được xác định tại một sự kiện bốc thăm duy nhất.

## Lịch thi đấu
Lịch thi đấu của vòng loại trực tiếp.
| Giai đoạn   | Vòng đấu    | Bốc thắm            | Khu vực phía Tây                                     | Khu vực phía Đông                                    |
| ----------- | ----------- | ------------------- | ---------------------------------------------------- | ---------------------------------------------------- |
| Vòng 16 đội | Vòng 16 đội | Không bóc thăm      | 3–4 và 10–11 tháng 3 năm 2025                        | 4–5 và 11–12 tháng 3 năm 2025                        |
| Chung kết   | Tứ kết      | 17 tháng 3 năm 2025 | 25–27 tháng 4 năm 2025                               | 25–27 tháng 4 năm 2025                               |
| Chung kết   | Bán kết     | 17 tháng 3 năm 2025 | 29–30 tháng 4 2025                                   | 29–30 tháng 4 2025                                   |
| Chung kết   | Chung kết   | 17 tháng 3 năm 2025 | 3 tháng 5 2025 tại King Abdullah Sports City, Jeddah | 3 tháng 5 2025 tại King Abdullah Sports City, Jeddah |

## Nhánh đấu
|  | Vòng 16 đội         | Vòng 16 đội         | Vòng 16 đội       | Vòng 16 đội       |                           |                           | Tứ kết                    | Tứ kết | Tứ kết | Tứ kết |  |  | Bán kết | Bán kết | Bán kết | Bán kết |  |  | Chung kết | Chung kết | Chung kết | Chung kết |
|  |                     |                     |                   |                   |                           |                           |                           |        |        |        |  |  |         |         |         |         |  |  |           |           |           |           |
|  |                     |                     |                   |                   |                           |                           |                           |        |        |        |  |  |         |         |         |         |  |  |           |           |           |           |
|  |                     |                     |                   |                   |                           |                           |                           |        |        |        |  |  |         |         |         |         |  |  |           |           |           |           |
|  | Pakhtakor           | 1                   | 0                 | 1                 |                           |                           |                           |        |        |        |  |  |         |         |         |         |  |  |           |           |           |           |
|  | Pakhtakor           | 1                   | 0                 | 1                 | 25 tháng 4 – Jeddah       |                           |                           |        |        |        |  |  |         |         |         |         |  |  |           |           |           |           |
|  | Al-Hilal            | 0                   | 4                 | 4                 |                           |                           |                           |        |        |        |  |  |         |         |         |         |  |  |           |           |           |           |
|  | Al-Hilal            | 0                   | 4                 | 4                 | Al-Hilal                  | Al-Hilal                  | Al-Hilal                  | 7      |        |        |  |  |         |         |         |         |  |  |           |           |           |           |
|  |                     |                     |                   |                   | Al-Hilal                  | Al-Hilal                  | Al-Hilal                  | 7      |        |        |  |  |         |         |         |         |  |  |           |           |           |           |
|  |                     | Gwangju             | Gwangju           | Gwangju           | 0                         |                           |                           |        |        |        |  |  |         |         |         |         |  |  |           |           |           |           |
|  | Vissel Kobe         | Gwangju             | Gwangju           | Gwangju           | 0                         | 2                         | 0                         | 2      |        |        |  |  |         |         |         |         |  |  |           |           |           |           |
|  | Vissel Kobe         |                     |                   |                   | 29 tháng 4 – Jeddah       | 2                         | 0                         | 2      |        |        |  |  |         |         |         |         |  |  |           |           |           |           |
|  | Gwangju (s.h.p.)    | 0                   | 3                 | 3                 |                           |                           |                           |        |        |        |  |  |         |         |         |         |  |  |           |           |           |           |
|  | Gwangju (s.h.p.)    | 0                   | 3                 | 3                 | Al-Hilal                  | Al-Hilal                  | Al-Hilal                  | 1      |        |        |  |  |         |         |         |         |  |  |           |           |           |           |
|  |                     |                     |                   |                   | Al-Hilal                  | Al-Hilal                  | Al-Hilal                  | 1      |        |        |  |  |         |         |         |         |  |  |           |           |           |           |
|  |                     | Al-Ahli             | Al-Ahli           | Al-Ahli           | 3                         |                           |                           |        |        |        |  |  |         |         |         |         |  |  |           |           |           |           |
|  | Al-Rayyan           | Al-Ahli             | Al-Ahli           | Al-Ahli           | 3                         | 1                         | 0                         | 1      |        |        |  |  |         |         |         |         |  |  |           |           |           |           |
|  | Al-Rayyan           | 26 tháng 4 – Jeddah |                   |                   |                           | 1                         | 0                         | 1      |        |        |  |  |         |         |         |         |  |  |           |           |           |           |
|  | Al-Ahli             | 3                   | 2                 | 5                 |                           |                           |                           |        |        |        |  |  |         |         |         |         |  |  |           |           |           |           |
|  | Al-Ahli             | 3                   | 2                 | 5                 | Al-Ahli                   | Al-Ahli                   | Al-Ahli                   | 3      |        |        |  |  |         |         |         |         |  |  |           |           |           |           |
|  |                     |                     |                   |                   | Al-Ahli                   | Al-Ahli                   | Al-Ahli                   | 3      |        |        |  |  |         |         |         |         |  |  |           |           |           |           |
|  |                     | Buriram United      | Buriram United    | Buriram United    | 0                         |                           |                           |        |        |        |  |  |         |         |         |         |  |  |           |           |           |           |
|  | Buriram United      | Buriram United      | Buriram United    | Buriram United    | 0                         | 0                         | 1                         | 1      |        |        |  |  |         |         |         |         |  |  |           |           |           |           |
|  | Buriram United      |                     |                   |                   | 3 tháng 5 – Jeddah        | 0                         | 1                         | 1      |        |        |  |  |         |         |         |         |  |  |           |           |           |           |
|  | Johor Darul Ta'zim  | 0                   | 0                 | 0                 |                           |                           |                           |        |        |        |  |  |         |         |         |         |  |  |           |           |           |           |
|  | Johor Darul Ta'zim  | 0                   | 0                 | 0                 | Al-Ahli                   | Al-Ahli                   | Al-Ahli                   | 2      |        |        |  |  |         |         |         |         |  |  |           |           |           |           |
|  |                     |                     |                   |                   | Al-Ahli                   | Al-Ahli                   | Al-Ahli                   | 2      |        |        |  |  |         |         |         |         |  |  |           |           |           |           |
|  |                     | Kawasaki Frontale   | Kawasaki Frontale | Kawasaki Frontale | 0                         |                           |                           |        |        |        |  |  |         |         |         |         |  |  |           |           |           |           |
|  | Cảng Thượng Hải     | Kawasaki Frontale   | Kawasaki Frontale | Kawasaki Frontale | 0                         | 0                         | 1                         | 1      |        |        |  |  |         |         |         |         |  |  |           |           |           |           |
|  | Cảng Thượng Hải     | 26 tháng 4 – Jeddah |                   |                   |                           | 0                         | 1                         | 1      |        |        |  |  |         |         |         |         |  |  |           |           |           |           |
|  | Yokohama F. Marinos | 1                   | 4                 | 5                 |                           |                           |                           |        |        |        |  |  |         |         |         |         |  |  |           |           |           |           |
|  | Yokohama F. Marinos | 1                   | 4                 | 5                 | Yokohama F. Marinos       | Yokohama F. Marinos       | Yokohama F. Marinos       | 1      |        |        |  |  |         |         |         |         |  |  |           |           |           |           |
|  |                     |                     |                   |                   | Yokohama F. Marinos       | Yokohama F. Marinos       | Yokohama F. Marinos       | 1      |        |        |  |  |         |         |         |         |  |  |           |           |           |           |
|  |                     | Al-Nassr            | Al-Nassr          | Al-Nassr          | 4                         |                           |                           |        |        |        |  |  |         |         |         |         |  |  |           |           |           |           |
|  | Esteghlal           | Al-Nassr            | Al-Nassr          | Al-Nassr          | 4                         | 0                         | 0                         | 0      |        |        |  |  |         |         |         |         |  |  |           |           |           |           |
|  | Esteghlal           |                     |                   |                   | 30 tháng 4 – Jeddah       | 0                         | 0                         | 0      |        |        |  |  |         |         |         |         |  |  |           |           |           |           |
|  | Al-Nassr            | 0                   | 3                 | 3                 |                           |                           |                           |        |        |        |  |  |         |         |         |         |  |  |           |           |           |           |
|  | Al-Nassr            | 0                   | 3                 | 3                 | Al-Nassr                  | Al-Nassr                  | Al-Nassr                  | 2      |        |        |  |  |         |         |         |         |  |  |           |           |           |           |
|  |                     |                     |                   |                   | Al-Nassr                  | Al-Nassr                  | Al-Nassr                  | 2      |        |        |  |  |         |         |         |         |  |  |           |           |           |           |
|  |                     | Kawasaki Frontale   | Kawasaki Frontale | Kawasaki Frontale | 3                         |                           |                           |        |        |        |  |  |         |         |         |         |  |  |           |           |           |           |
|  | Thân Hoa Thượng Hải | Kawasaki Frontale   | Kawasaki Frontale | Kawasaki Frontale | 3                         | 1                         | 0                         | 1      |        |        |  |  |         |         |         |         |  |  |           |           |           |           |
|  | Thân Hoa Thượng Hải | 27 tháng 4 – Jeddah |                   |                   |                           | 1                         | 0                         | 1      |        |        |  |  |         |         |         |         |  |  |           |           |           |           |
|  | Kawasaki Frontale   | 0                   | 4                 | 4                 |                           |                           |                           |        |        |        |  |  |         |         |         |         |  |  |           |           |           |           |
|  | Kawasaki Frontale   | 0                   | 4                 | 4                 | Kawasaki Frontale(s.h.p.) | Kawasaki Frontale(s.h.p.) | Kawasaki Frontale(s.h.p.) | 3      |        |        |  |  |         |         |         |         |  |  |           |           |           |           |
|  |                     |                     |                   |                   | Kawasaki Frontale(s.h.p.) | Kawasaki Frontale(s.h.p.) | Kawasaki Frontale(s.h.p.) | 3      |        |        |  |  |         |         |         |         |  |  |           |           |           |           |
|  |                     | Al-Sadd             | Al-Sadd           | Al-Sadd           | 2                         |                           |                           |        |        |        |  |  |         |         |         |         |  |  |           |           |           |           |
|  | Al-Wasl             | Al-Sadd             | Al-Sadd           | Al-Sadd           | 2                         | 1                         | 1                         | 2      |        |        |  |  |         |         |         |         |  |  |           |           |           |           |
|  | Al-Wasl             |                     |                   |                   |                           | 1                         | 1                         | 2      |        |        |  |  |         |         |         |         |  |  |           |           |           |           |
|  | Al-Sadd             | 1                   | 3                 | 4                 |                           |                           |                           |        |        |        |  |  |         |         |         |         |  |  |           |           |           |           |
|  | Al-Sadd             | 1                   | 3                 | 4                 |                           |                           |                           |        |        |        |  |  |         |         |         |         |  |  |           |           |           |           |

## Vòng 16 đội

### Tóm tắt
Các trận lượt đi diễn ra từ ngày 3 đến 5 tháng 3, trận lượt về diễn ra ngày 10 đến 12 tháng 3 năm 2025.
| Đội 1               | TTSTooltip Aggregate score | Đội 2              | Lượt 1 | Lượt 2       |
| ------------------- | -------------------------- | ------------------ | ------ | ------------ |
| Tây Á               |                            |                    |        |              |
| Pakhtakor           | 1–4                        | Al-Hilal           | 1–0    | 0–4          |
| Al-Rayyan           | 1–5                        | Al-Ahli            | 1–3    | 0–2          |
| Esteghlal           | 0–3                        | Al-Nassr           | 0–0    | 0–3          |
| Al-Wasl             | 2–4                        | Al-Sadd            | 1–1    | 1–3          |
| Đông Á              |                            |                    |        |              |
| Cảng Thượng Hải     | 1–5                        | Yokohama FM        | 0–1    | 1–4          |
| Thân Hoa Thượng Hải | 1–4                        | Kawasaki Frontale  | 1–0    | 0–4          |
| Buriram United      | 1–0                        | Johor Darul Ta'zim | 0–0    | 1–0          |
| Vissel Kobe         | 2–3                        | Gwangju            | 2–0    | 0–3 (s.h.p.) |

#### Tây Á
| Pakhtakor       | 1–0      | Al-Hilal |
| --------------- | -------- | -------- |
| - Flamarion 29' | Chi tiết |          |

| Al-Hilal                                                                     | 4–0      | Pakhtakor |
| ---------------------------------------------------------------------------- | -------- | --------- |
| - Al-Yami 30' - Malcom 42' - N. Al-Dawsari 51' (ph.đ.) - S. Al-Dawsari 90+2' | Chi tiết |           |

Al-Hilal thắng với tổng tỉ số 4–1.
| Al-Rayyan    | 1–3      | Al-Ahli                                       |
| ------------ | -------- | --------------------------------------------- |
| - Guedes 71' | Chi tiết | - Galeno 30' - Mahrez 34' - Al-Buraikan 90+5' |

| Al-Ahli           | 2–0      | Al-Rayyan |
| ----------------- | -------- | --------- |
| - Mahrez 77', 83' | Chi tiết |           |

Al-Ahli thắng với tổng tỉ số 5–1. 
| Esteghlal | 0–0      | Al-Nassr |
| --------- | -------- | -------- |
|           | Chi tiết |          |

| Al-Nassr                              | 3–0      | Esteghlal |
| ------------------------------------- | -------- | --------- |
| - Durán 9', 84' - Ronaldo 27' (ph.đ.) | Chi tiết |           |

Al-Nassr thắng với tổng tỉ số 3–0.
| Al-Wasl    | 1–1      | Al-Sadd         |
| ---------- | -------- | --------------- |
| - Saleh 3' | Chi tiết | - Al-Yazidi 68' |

| Al-Sadd                             | 3–1      | Al-Wasl    |
| ----------------------------------- | -------- | ---------- |
| - Meshaal 26' - Atal 30' - Afif 37' | Chi tiết | - Lima 10' |

Al-Sadd thắng với tổng tỉ số 4–2.

#### Đông Á
| Cảng Thượng Hải | 0–1      | Yokohama F. Marinos  |
| --------------- | -------- | -------------------- |
|                 | Chi tiết | - Anderson Lopes 30' |

| Yokohama F. Marinos                           | 4–1      | Cảng Thượng Hải |
| --------------------------------------------- | -------- | --------------- |
| - Tono 2' - Anderson Lopes 29', 56' - Yan 44' | Chi tiết | - Leonardo 35'  |

Yokohama F. Marinos thắng với tổng tí số 5–1.
| Thân Hoa Thượng Hải | 1–0      | Kawasaki Frontale |
| ------------------- | -------- | ----------------- |
| - Takai 76' (l.n.)  | Chi tiết |                   |

| Kawasaki Frontale                                    | 4–0      | Thân Hoa Thượng Hải |
| ---------------------------------------------------- | -------- | ------------------- |
| - Sasaki 24' - Erison 64' - Ito 68' - Marcinho 90+1' | Chi tiết |                     |

Kawasaki Frontale thắng với tổng tỉ số 4–1.
| Buriram United | 0–0      | Johor Darul Ta'zim |
| -------------- | -------- | ------------------ |
|                | Chi tiết |                    |

| Johor Darul Ta'zim | 0–1      | Buriram United |
| ------------------ | -------- | -------------- |
|                    | Chi tiết | - Suphanat 58' |

Buriram United thắng với tổng tỉ số 1–0.
| Vissel Kobe           | 2–0      | Gwangju |
| --------------------- | -------- | ------- |
| - Osako 20' - Ide 29' | Chi tiết |         |

| Gwangju                                       | 3–0 (s.h.p.) | Vissel Kobe |
| --------------------------------------------- | ------------ | ----------- |
| - Park Jeong-in 18' - Asani 85' (ph.đ.), 118' | Chi tiết     |             |

Gwangju thắng với tổng tí số 3–2.

## Chung kết
4 đội chiến thắng ở khu vực Tây Á và 4 đội chiến thắng ở khu vực Đông Á sẽ tiến vào tứ kết. Các trận tứ kết, bán kết và chung kết tổ chức tại Jeddah, Ả Rập Xê Út từ ngày 25 tháng 4 đến 3 tháng 5 năm 2025.
Lễ bốc thăm vào tứ kết sẽ diễn ra vào ngày 17 tháng 3 năm 2025. Mỗi vòng tứ kết có một đội từ Khu vực phía Tây đấu với một đội từ Khu vực phía Đông. Dựa trên kết quả vòng bảng, Al-Hilal và Yokohama F. Marinos (là những đội còn lại xuất sắc nhất của Khu vực tương ứng) được phân bổ các vị trí ở hai bên đối diện của nhánh đấu giải đấu, với lễ bốc thăm xác định vị trí của 6 đội còn lại. Vì Al-Hilal có thành tích tốt hơn Marinos, nên họ là hạt giống chung cuộc cao nhất và chơi ở tứ kết đầu tiên, trong khi Marinos chơi ở tứ kết thứ ba. Các cặp đấu của vòng bán kết và chung kết đã được xác định trước.

### Địa điểm
Các trận đấu diễn ra tại 2 sân vận động ở thành phố Jeddah.
| Jeddah Địa điểm đăng cai các trận tứ kết đến chung kết của AFC Champions League Elite 2024–25 | Jeddah                            | Jeddah                            |
| --------------------------------------------------------------------------------------------- | --------------------------------- | --------------------------------- |
| Jeddah Địa điểm đăng cai các trận tứ kết đến chung kết của AFC Champions League Elite 2024–25 | King Abdullah Sports City Stadium | Prince Abdullah Al-Faisal Stadium |
| Jeddah Địa điểm đăng cai các trận tứ kết đến chung kết của AFC Champions League Elite 2024–25 | Sức chứa: 63,079                  | Sức chứa: 27,000                  |
| Jeddah Địa điểm đăng cai các trận tứ kết đến chung kết của AFC Champions League Elite 2024–25 |                                   |                                   |

### Các trận đấu

#### Tứ kết
| Al-Hilal | 7–0      | Gwangju |
| --- | -------- | ------- |
| - Milinković-Savić 6' - Marcos Leonardo 25' - S. Al-Dawsari 33' - Mitrović 55' - Malcom 79' - N. Al-Dawsari 84' - Al-Hamdan 86' | Chi tiết |         |

| Al-Ahli                               | 3–0      | Buriram United |
| ------------------------------------- | -------- | -------------- |
| - Mahrez 4' - Galeno 6' - Firmino 30' | Chi tiết |                |

| Yokohama F. Marinos | 1–4      | Al-Nassr                                  |
| ------------------- | -------- | ----------------------------------------- |
| - Watanabe 53'      | Chi tiết | - Durán 27', 49' - Mané 31' - Ronaldo 38' |

| Kawasaki Frontale                         | 3–2 (s.h.p.) | Al-Sadd                     |
| ----------------------------------------- | ------------ | --------------------------- |
| - Erison 4' - Marcinho 21' - Wakizaka 98' | Chi tiết     | - Otávio 9' - Claudinho 71' |

#### Bán kết
| Al-Hilal          | 1–3      | Al-Ahli                                      |
| ----------------- | -------- | -------------------------------------------- |
| S. Al-Dawsari 42' | Chi tiết | - Firmino 9' - Toney 27' - Al-Buraikan 90+8' |

| Al-Nassr               | 2–3      | Kawasaki Frontale                  |
| ---------------------- | -------- | ---------------------------------- |
| - Mané 28' - Yahya 87' | Chi tiết | - Itō 10' - Ozeki 41' - Ienaga 76' |

#### Chung kết
| Al-Ahli                   | 2–0      | Kawasaki Frontale |
| ------------------------- | -------- | ----------------- |
| - Galeno 35' - Kessié 42' | Chi tiết |                   |